# Kapelle Buchholz

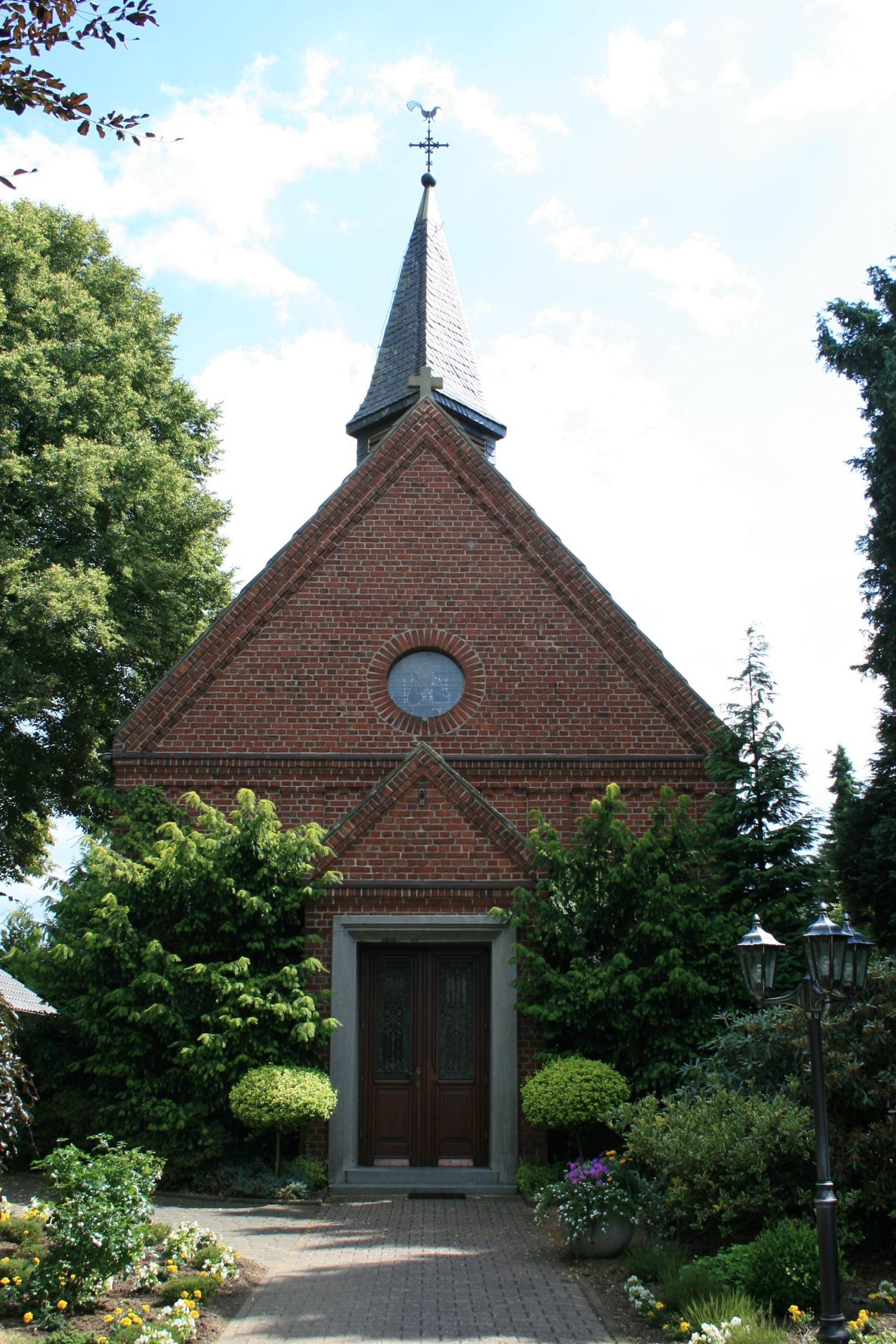
Kapelle (2010)

Die Kapelle Buchholz steht im Ortsteil Buchholz in Mönchengladbach (Nordrhein-Westfalen), Laurentiusstraße 56.

## Lage
Die 1922 erbaute Kapelle liegt an der Laurentiusstraße in Buchholz.

## Architektur
Der giebelständige, einschiffige, etwa in Nord-Süd-Richtung ausgerichteter Backsteinbau von drei Jochen mit dreiseitigem Chorschluss und dahinter anschließendem, nachträglich angefügtem und verputztem Sakristeianbau  steht unter einem abgewalmten Dach.
Das steile Satteldach mit quadratischem, über Eck gestelltem und verschiefertem Dachreiter hat unter steilem Helm eint Kreuz und Hahn. Das Dach hat eine Falzziegeldeckung aus braun engobierten Rheinlandziegeln. Die Außenwände sind geprägt von rotem Ziegelmauerwerk mit je drei auf jeder Seite angeordneten, zweifach gestuften Strebepfeilern, die von Wasserschlägen aus Kunststein (Beton) gegliedert werden.
Das Kirchenschiff wird auf jeder Seite jochweise belichtet von je einem mit einer Kunstverglasung geschlossenen, schmalen Rundbogenfenster. Den Wandabschluss bildet ein umlaufendes Traufgesims mit vorgehängter Dachrinne. Vor dem Nordgiebel steht ein übergiebelter Windfangbau unter Satteldach mit ausgeprägtem Giebelgesims, er leitet über eine von starker Putzrahmung gefasste doppelflügelige Holztür in die Kapelle. Über dem Windfang belichtet ein Rundfenster das Gebäude im Innern.
Das Gebäude wurde am 24. September 1985 unter Nr. L 014 in die Denkmalliste der Stadt Mönchengladbach eingetragen.